# フォルミーコラ
フォルミーコラ（伊: Formicola）は、イタリア共和国カンパニア州カゼルタ県にある、人口約1,500人の基礎自治体（コムーネ）。

## 地理

### 位置・広がり

#### 隣接コムーネ
隣接するコムーネは以下の通り。
- カミリアーノ
- ジャーノ・ヴェトゥスト
- ピエトラメラーラ
- ポンテラトーネ
- ロッカロマーナ
- ロッケッタ・エ・クローチェ

### 気候分類・地震分類
フォルミーコラにおけるイタリアの気候分類 (it) および度日は、zona D, 1438 GGである。
また、イタリアの地震リスク階級 (it) では、zona 2 (sismicità media) に分類される。